# Stenaspis validicornis
Stenaspis validicornis là một loài bọ cánh cứng trong họ Cerambycidae.